# クロアナゴ
クロアナゴ (黒穴子、学名:Conger japonicus)は、アナゴ科の魚である。日本、朝鮮半島、台湾の沿岸等の太平洋北西部に広く分布する。海底に生息し、体長は1.4mに達する。

## 利用
体長が大きいことと、マアナゴよりは少ないものの、体表がぬるぬるしているため、クロアナゴをさばくのには苦労する。
完全に生の状態では味がせず、加熱することでうま味が出てくる。ハモのように骨切りすれば生食も可能であるが、ハモ同様に湯引きしたほうが美味い。
汁物にするのがもっとも美味であるとされ、福岡県宗像大島（宗像市）では味噌鍋にしたとうへい鍋が有名である。味噌汁の具にしたり、醤油仕立て、塩仕立てでも食される。
蒲焼きや天ぷらにして食すが、味はマアナゴに劣るともされる。ハモのように骨切りが必要なため一般家庭では食されることは少ないものの、大分県臼杵市では湯引き等が料理店で昔から広く供されており、特産品として売り出す動きがある。

## 別名
トウヘイ（福岡県）、トウヘエ、ドエイ、クロベエ、カラス、アサギ、ベエスケ、トウスケ、バカ、レイスケ、アナゴウナギ。大分県臼杵市ではレースケと呼ばれる。
東京都や神奈川県の釣り人は同名の蛇に例えてアナコンダの愛称で呼ぶこともある。